# Vídeňská církevní provincie

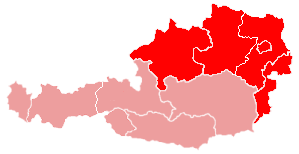
Vídeňská církevní provincie v Rakousku

Vídeňská církevní provincie je jedna ze dvou církevních provincií římskokatolické církve na území Rakouska, druhou je Salcburská církevní provincie. V čele provincie stojí vídeňský metropolita, kterým je vídeňský arcibiskup.
Vídeňská provincie se skládá z těchto diecézí:
- Arcidiecéze vídeňská
- Diecéze eisenstadtská
- Diecéze linecká
- Diecéze St. Pölten

## Historie
Původně tato provincie patřila do pasovské diecéze, náležející do salcburské církevní provincie. V roce 1469 se od diecéce pasovské odtrhly diecéze vídeňská a vídeňsko novoměstská. Snaha Habsburků o přičlenění části pasovské diecéze ležící na rakouském území se zdařila 1. června 1722, kdy bylo vídeňské biskupství povýšeno na arcibiskupství a získalo vlastní církevní provincii. V roce 1785 zanikla diecéze Vídeňské Nové Město a její území se připojilo k vídeňskému arcibiskupství. Vznikly také nové diecéze a to linecká a sanktpöltenská. Roku 1960 byla nově založena Diecéze Eisenstadt a připojena k vídeňské církevní provincii.

## Metropolité
1. Kardinál Sigismund Graf von Kollonitz (1716–1751)
2. Kardinál Johann Joseph Graf von Trautson (1751–1757)
3. Kardinál Christoph Anton Graf Migazzi (1757–1803)
4. Sigismund Anton Graf von Hohenwart (1803–1820)
5. Leopold Maximilian von Firmian (1822–1831)
6. Vincenz Eduard Milde (1832–1853)
7. Kardinál Joseph Othmar von Rauscher (1853–1875)
8. Kardinál Johann Rudolf Kutschker (1876–1881)
9. Kardinál Cölestin Joseph Ganglbauer (1881–1889)
10. Kardinál Anton Joseph Gruscha (1890–1911)
11. Kardinál Franz Xaver Nagl (1911–1913)
12. Kardinál Friedrich Gustav Piffl (1913–1932)
13. Kardinál Theodor Innitzer (1932–1955)
14. Kardinál Franz König (1956–1986)
15. Kardinál Hans Hermann Groër (1986–1995)
16. Kardinál Christoph Schönborn (1995–dnes)

## Galerie

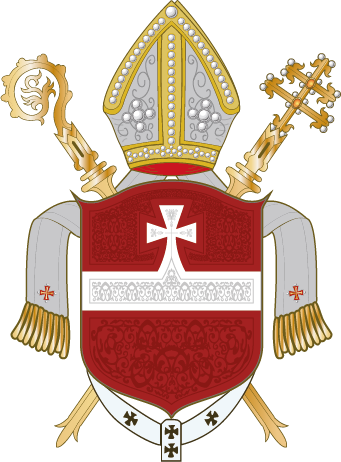
Znak vídeňské arcidiecéze
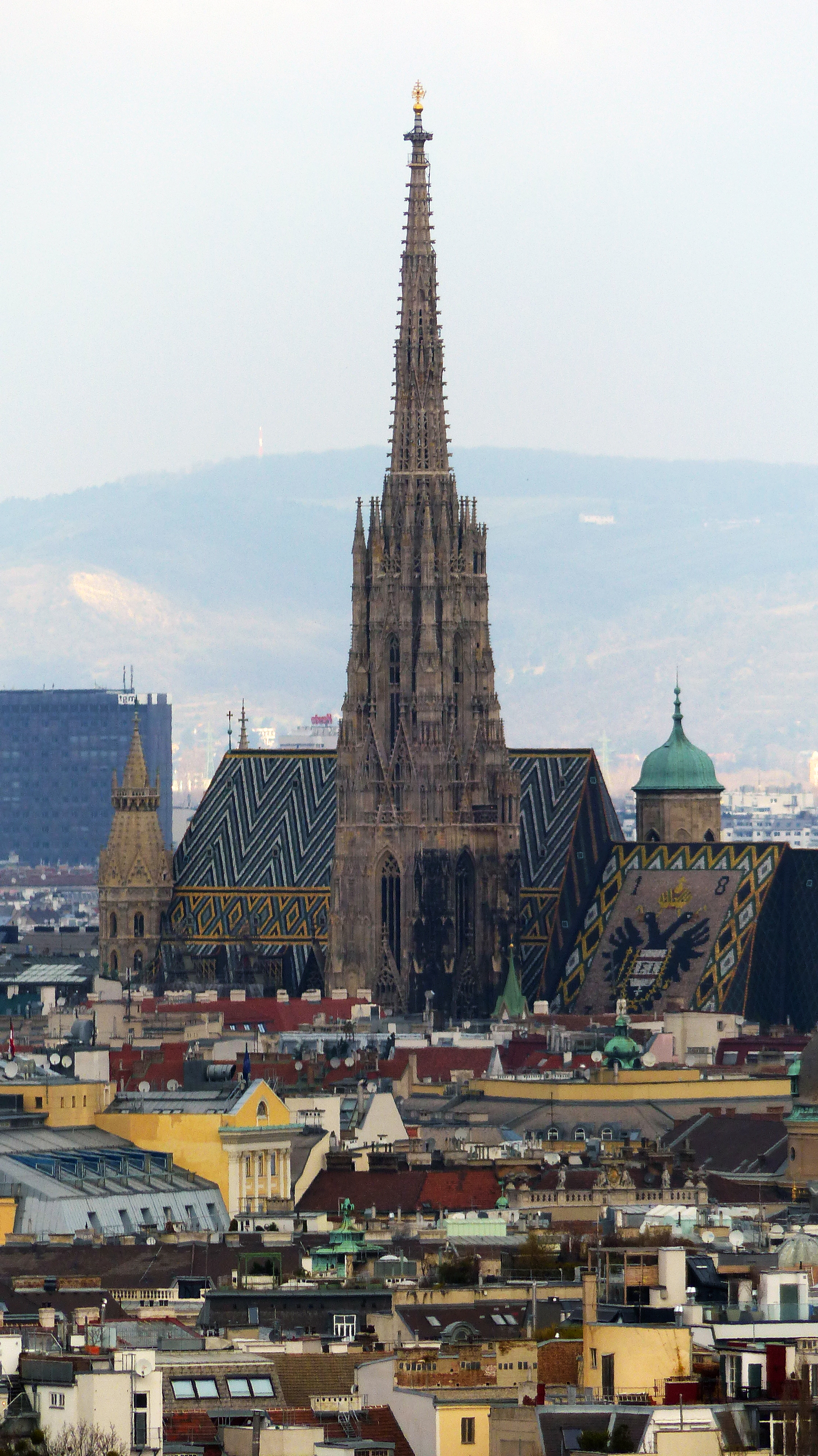
Sídelní katedrála vídeňské arcidiecéze
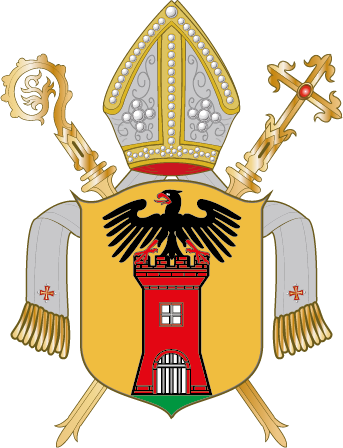
Znak eisenstadtské diecéze
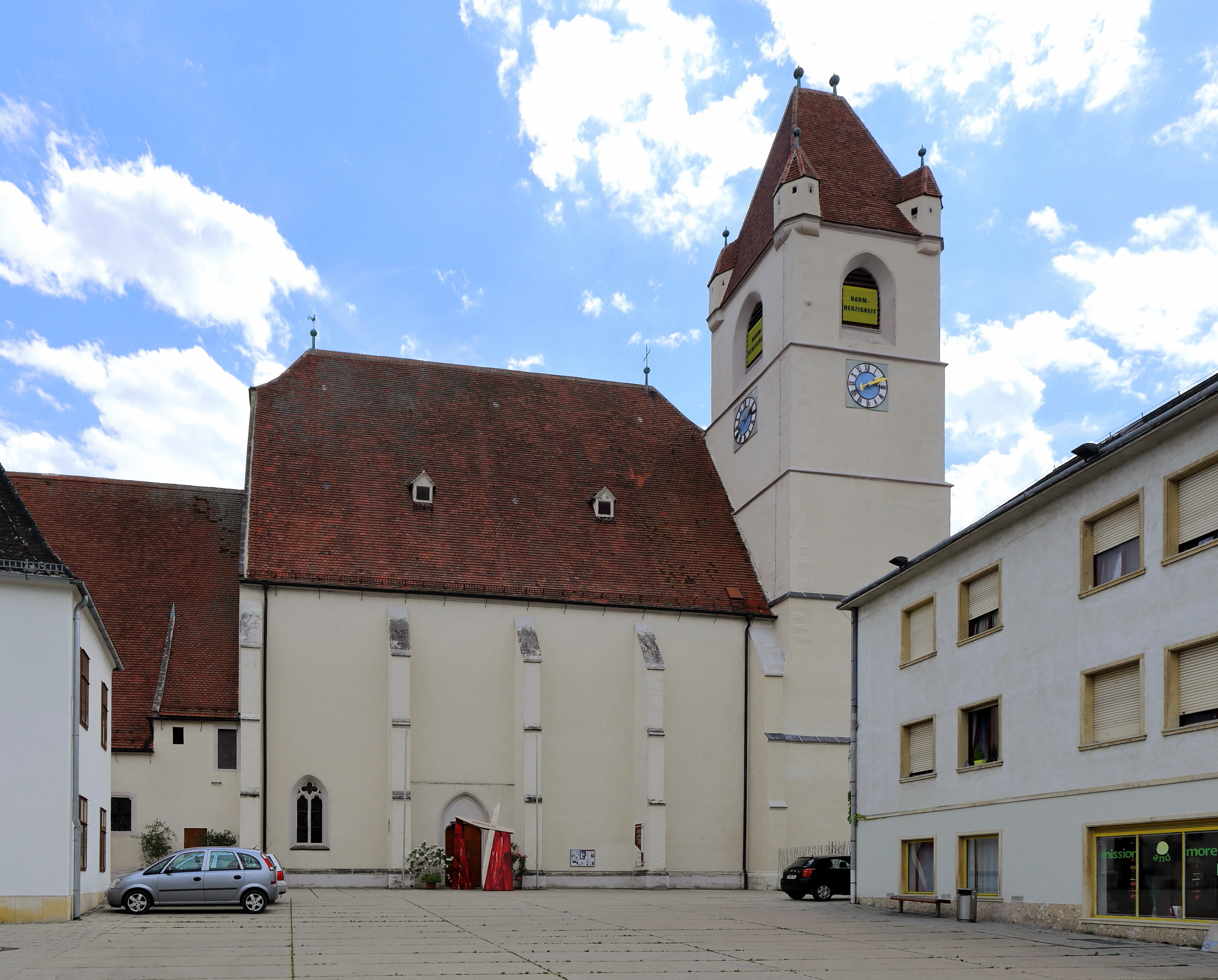
Sídelní katedrála eisenstadtské diecéze
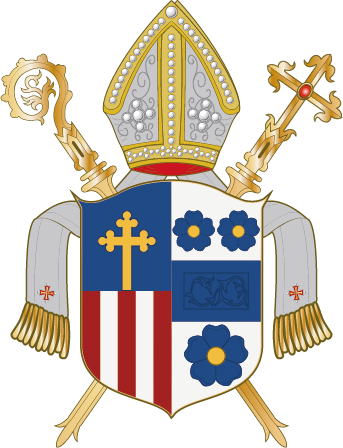
Znak linecké diecéze
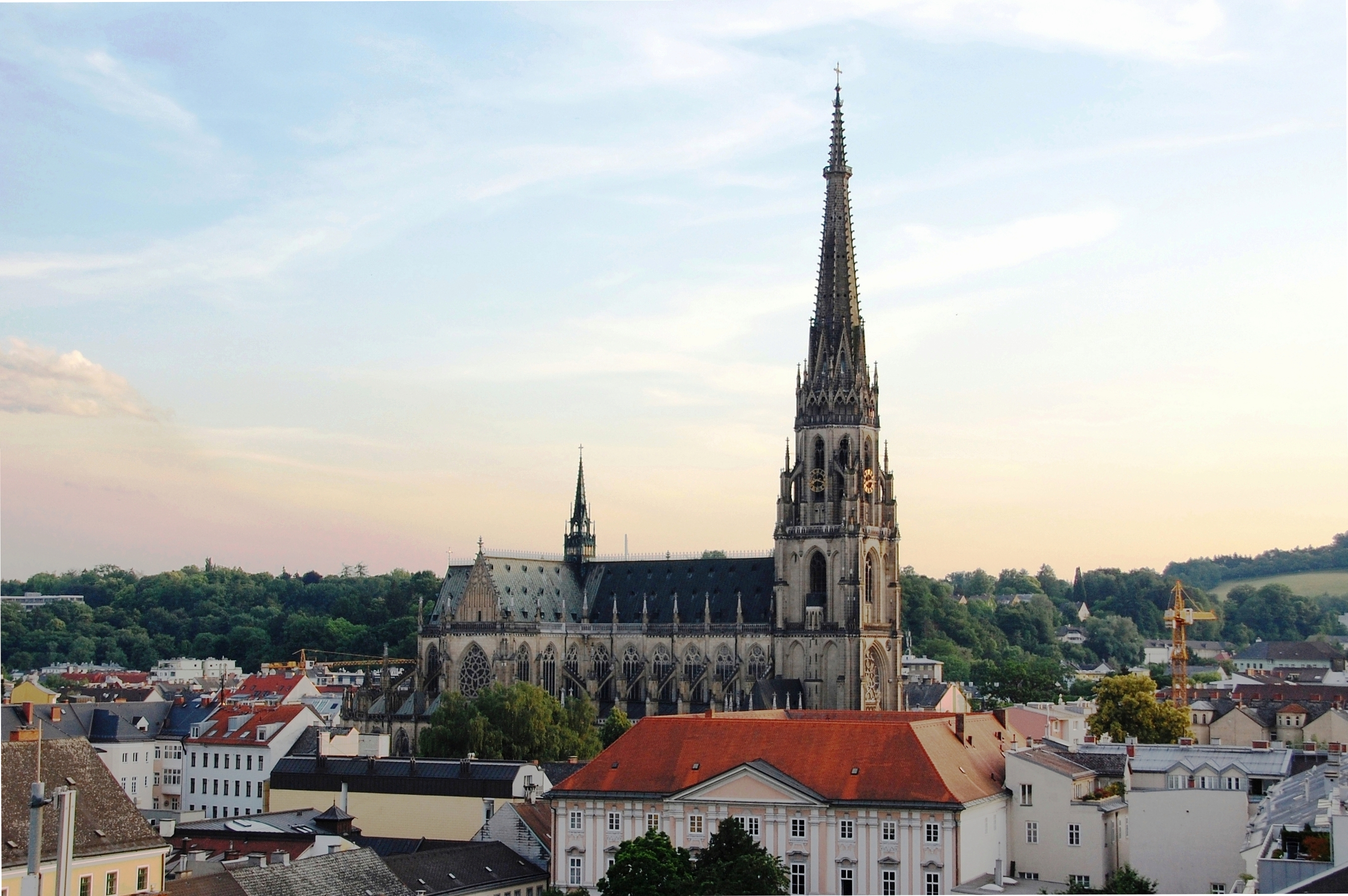
Sídelní katedrála linecké diecéze
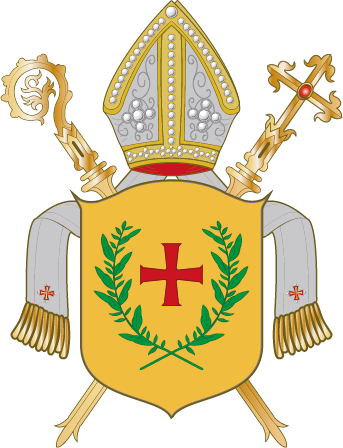
Znak sanktpöltenské diecéze
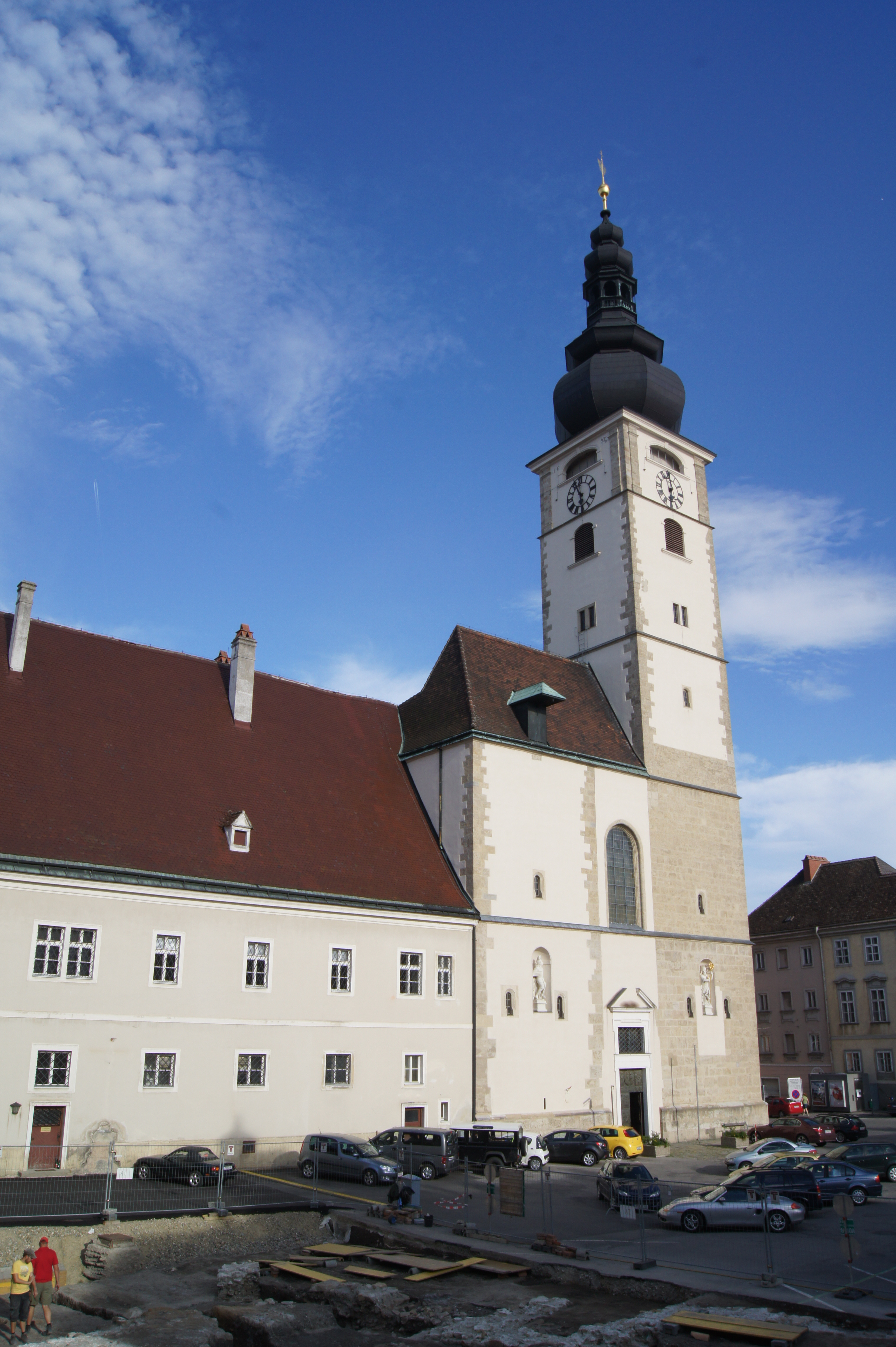
Sídelní katedrála sanktpöltenské diecéze